# Jack O'Lantern (comics)
Pour les articles homonymes, voir Jack O'Lantern.
Jack O'Lantern est le nom de plusieurs super-vilains successifs évoluant dans l'univers Marvel de la maison d'édition Marvel Comics. Créé par le scénariste Tom DeFalco et le dessinateur Steve Ditko, le personnage de fiction apparaît pour la première fois dans le comic book Machine Man #19 en février 1981, sous l'identité de Jason Macendale.
C'est notamment un ennemi du héros Spider-Man et du super-vilain le Super-Bouffon.

## Historique de la publication
Jason Macendale apparaît comme la première version de Jack O'Lantern à partir de Machine Man #19 en février 1981.
Steven Mark Levins apparaît comme la deuxième version de Jack O'Lantern à partir de Captain America #396 en janvier 1992.
La troisième version de Jack O'Lantern apparaît pour la première fois dans The Spectacular Spider-Man #241 en décembre 1996.
La quatrième version de Jack O'Lantern apparaît pour la première fois dans « Dark Reign: Made Men » #1 en novembre 2009.
La cinquième version de Jack O'Lantern apparaît pour la première fois dans Venom (vol. 2) #1 en 2011.

## Biographie des personnages

### Jack I
Le premier Jack O'Lantern est Jason Philip Macendale Jr. Il affronte Machine Man, puis Spider-Man.
Viré de la CIA à cause de méthodes brutales, il décide de se lancer dans le crime afin de gagner sa vie.
Soucieux de se faire une place dans le milieu criminel, il tente de tuer son ancien partenaire le Super-Bouffon, et prend sa place. Mais il ne réussit jamais à devenir le caïd qu'il aurait voulu être, malgré de multiples alliances douteuses.
Il est tué par Roderick Kingsley, le véritable Super-Bouffon, qui avait laissé Macendale prendre sa place pour couvrir sa propre identité.

### Jack II
Le second Jack était un mercenaire du nom de Steven Levins qui combat Captain America et Spider-Man. Il est le partenaire de Blackwing et fait partie pendant un temps du Skeleton Crew de Crâne rouge.
On le revoit à Londres, engagé pour commettre un acte terroriste avec Shockwave et Jackhammer. Leur plan est cependant contré par Union Jack. Arrêté et renvoyé aux États-Unis, il échoue dans l'équipe des Thunderbolts. Lors de l'arc narratif Civil War, il est tué en compagnie du Pitre par le Punisher.

### Jack III et IV
Le troisième et le quatrième Jack étaient respectivement Daniel Berkhart et Maguire Beck, qui se faisaient appeler Mad Jack. Berkhart était l'assistant de Quentin Beck (le criminel Mystério) et Maguire était la cousine de Beck.
Berkhart est engagé par Norman Osborn pour tuer le rédacteur en chef du Daily Bugle, le journaliste J. Jonah Jameson.
Quand Mystério se suicide, Berkhart reprend son identité, Maguire restant sous le masque de Mad Jack. Le duo affronte par la suite Daredevil et Spider-Man.

## Pouvoirs, capacités et équipement
Jack O'Lantern est équipé d'un costume vert, composé d'un gilet pare-balles en treillis métallique recouvert de panneaux de kevlar multi-segments, et incorporant une coque rigide articulée pouvant résister à une ogive antichar de 7 livres. Il est coiffé d'un casque blindé orange en forme de citrouille, qui contient une réserve de d'oxygène d'une durée de 3 heures. Le casque possède aussi un système de visée, un zoom, un scanner et un lecteur du spectre infrarouge, ce qui permet à son porteur de voir dans l'obscurité. La surface du casque brûle en permanence, grâce à un gaz à basse densité.
- Jack O'Lantern se sert de pistolets électriques, montés sur les poignets, ayant une portée maximale de 10 m.
- Il utilise aussi une grande variété de grenades (anesthésiques, lacrymogènes, hallucinogènes, fumées et vomitives...) qui ont la forme de petites citrouilles.
- On l'a déjà vu utiliser des bombes de fil collant, pour capturer ses adversaires ou les étouffer.
- Pour se déplacer, il se sert d'une plate-forme ronde bondissante ou d'un planeur électrique.